# Криз Фабри
Криз Фабри — приступ сильной боли, один из видов боли, характерный для болезни Фабри. Эта боль обычно начинается в ступнях и ладонях и распространяется внутрь и вверх по рукам и ногам больного. Такие эпизоды боли являются самым распространенным симптомом болезни Фабри, а для 90 % мужчин именно они служат поводом первого обращения к врачу.

## Эпидемиология
Практически каждый страдающий болезнью Фабри испытывал состояние криза. Согласно исследованиям, до 90 % мужчин, страдающих болезнью Фабри, испытывали это состояние в возрасте от 5 до 15 лет.

## Этиология и патогенез
Патофизиология болей при болезни Фабри до конца не понятна, хотя у больных часто выявляется периферическая нейропатия тонких миелинизированных и немиелинезированных волокон. Это приводит к нарушению температурной чувствительности в руках и ногах. Молекулярные основы нейропатии и причины, из-за которых в процесс не вовлекаются толстые миелинезированные нейроны, доподлинно неизвестны. Однако, патологические исследования показали накопление глоботриазилцерамида в клетках дорзальных корешковых ганглиев и икроножных нервах больных. По одной из версий, накопление гликолипидов мешает нормальной работе белков клеточной мембраны, что приводит к цитотоксическому отмиранию клеток и нейропатии. Другое возможное объяснение: глоботриаозилсфингозин (биомаркер болезни Фабри, в высоких концентрациях присутствующий в плазме крови у нелеченных пациентов), может оказывать прямое патогенное влияние на ганглии или аксоны периферических сенсонейронов.
Провоцирующими факторами для развития криза могут стать болезнь (особенно сопровождающаяся повышением температуры тела), физические упражнения, усталость, стресс или изменения погоды. Особенно страдают больные от жаркой погоды, ведь повреждение тонких волокон нередко приводит и к нарушению потоотделения.

## Клиническая картина
Больные жалуются на сильную колющую, режущую или жгучую боль в ступнях и ладонях. Приступы этой боли могут продолжаться от минут до недель. Обычно они сопровождаются повышением субфебрилитетом и болью в суставах.

## Дифференциальная диагностика
При установленном диагнозе болезни Фабри диагностика не составляет труда. К сожалению, неспецифичность клинической картины обуславливает трудности дифференциальной диагностики кризов Фабри у больных, которые не знают о своем диагнозе. Из-за того, что приступ боли сопровождается повышением температуры тела и увеличением СОЭ, его иногда неверно принимают за боль ревматологического характера. Иногда криз начинается с острой боли в животе, что расценивается как аппендицит или почечная колика. Локализация болей в ступнях и ладонях иногда заставляет заподозрить у больного эритромелалгию или болезнь Рейно. Последнее может быть отчасти верным: по данным капилляроскопии у больных Фабри чаще, чем у здоровых, наблюдается ветвистость капилляров, характерная для синдрома Рейно. Боль долгое время может быть единственным симптомом болезни Фабри, поэтому больные могут ошибочно причисляться к симулянтам или невротикам. У подростков кризы могут объяснять «болями роста».

## Прогноз
У части больных с возрастом отмечается снижение интенсивности и частоты кризов, у части — напротив, кризы возникают чаще и сопровождаются более интенсивной болью. Ферментозаместительная терапия помогает снизить частоту и интенсивность приступов боли у больных, благодаря улучшению функционирования тонких нервных волокон, уменьшению концентрации глоботриаозилсфингозина в плазме крови и увеличению плотности внутриэпителиальных нервных волокон.